# Leichtathletik-Halleneuropameisterschaften 2017/Teilnehmer (Aserbaidschan)
| Gelbes Symbol für Goldmedaillen mit stilisierten Olympischen Ringen | Graues Symbol für Silbermedaillen mit stilisierten Olympischen Ringen | Braundes Symbol für Bronzemedaillen mit stilisierten Olympischen Ringen |
| ------------------------------------------------------------------- | --------------------------------------------------------------------- | ----------------------------------------------------------------------- |
| —                                                                   | —                                                                     | —                                                                       |

Aus Aserbaidschan startete ein Athlet bei den Leichtathletik-Halleneuropameisterschaften 2017 in Belgrad.

## Ergebnisse

### Männer

#### Laufdisziplinen
| Athlet          | Disziplin | Vorlauf     | Vorlauf | Halbfinale | Halbfinale | Finale      | Finale |
| Athlet          | Disziplin | Zeit        | Platz   | Zeit       | Platz      | Zeit        | Platz  |
| --------------- | --------- | ----------- | ------- | ---------- | ---------- | ----------- | ------ |
| Hayle İbrahimov | 3000 m    | 7:57,74 min | 7       | –––        | –––        | 8:03,19 min | 4      |